# Аристомед Ферский
Аристомед (др.-греч. Άριστομήδης) — фессалийский военачальник IV века до н. э. на службе у персов.
После того как родной город Аристомеда Феры был завоёван македонянами, он был изгнан и перешёл на службу к персам. Предположительно, Аристомед был одним из наиболее влиятельных представителей тех греков, которые предпочли стать наёмниками на службе у персидского монарха, а не подданными македонского царя. Он мог быть участником нескольких заговоров против македонян, обучал персов сражаться в тяжёлом греческом вооружении, а во время генерального сражения между войсками Дария III и Александра Македонского при Иссе 333 года до н. э. руководил 20 тысячами кардаков. После поражения Аристомед бежал, однако его дальнейшая судьба неизвестна.

## Биография
Аристомед жил в фессалийском городе Феры. Летом 344 года до н. э. Феры были захвачены царём Филиппом II, после чего из города были изгнаны противники македонян. Среди них, возможно, был также влиятельный гражданин Фер Аристомед. После изгнания Аристомед между 344 и 341/340 годами до н. э. поступил на службу к персам. Во всяком случае, в письме 341/340 года к афинянам Филипп II упомянул Аристомеда в качестве одного из перебежчиков к персам. Также Аристомед, согласно данным эпиграфики, участвовал в обороне Перинфа 340—339 года до н. э. в составе войск антимакедонской коалиции.
Аристомед был одним из наиболее влиятельных представителей тех греков, которые предпочли стать наёмниками на службе у персидского монарха, а не подданными македонского царя. Аристомед, предположительно, обучал персов сражаться в тяжёлом греческом вооружении.
Согласно оценкам современных историков, Аристомед мог быть участником нескольких заговоров против македонян — в 336 году до н. э. после смерти Филиппа II по воцарению Аминты IV, а не юного энергичного царевича Александра; в 335 году до н. э. по организации восстания в Фивах против Македонии; в 334/333 году до н. э. по организации заговора по свержению Александра Македонского и воцарению Александра Линкестийца. Каждый из них заканчивался кровопролитием. В 336 году до н. э. воцарение Александра Македонского прошло на фоне череды казней, причём первым пострадавшим стал Аминта IV. Восстание Фив против македонской гегемонии завершилось осадой с последующим разрушением города. Александр Линкестиец, который командовал фессалийской конницей, среди которой могли быть связанные с Аристомедом всадники, был арестован и впоследствии казнён.
Аристомед во время генерального сражения между войсками Дария III и Александра Македонского при Иссе в 333 году до н. э. командовал 20 тысячами кардаков слева от греческих наёмников в центре персидского строя. После поражения, вызванного бегством Дария III, греческие наёмники в центре организованно отступили. Восемь тысяч греков во главе с военачальниками Аминтой, Бианором, Тимондом и Аристомедом сначала ушли в горы, а затем достигли финикийского Триполиса. Там они захватили корабли и отплыли на Кипр. На Кипре пути греческих военачальников, предположительно, разошлись. Аминта отправился в Египет. Аристомед мог вместе с другими наёмниками отплыть на Крит, где собирал войско спартанский царь Агис III для нападения на Македонию. Дальнейшая судьба Аристомеда неизвестна.

### Исследования
- Кембриджская история древнего мира / под редакцией Д.-М. Льюиса, Дж. Бордмэна, С. Хорнблоуэра, М. Оствальда. Перевод, научное редактирование, примечания А. В. Зайкова. — М.: Ладомир, 2017. — Т. VI. Четвёртый век до нашей эры. Второй полутом. — 720 с. — ISBN 978-5-86218-542-3.
- Нефёдкин А. К. Еще раз перечитывая источники: битва при Иссе (ноябрь 333 г. до н. э.) // Parabellum Novum: военно-исторический журнал. — 2015. — Вып. 36, № 3. — С. 5—17. — ISSN 2308-9423.
- Уортингтон, Йен[нем.]. Филипп II Македонский. — СПб. — М.: Евразия — ИД Клио, 2014. — 400 с. — ISBN 978-5-91852-053-6.
- Carney E. D. Alexander the Lyncestian: the Disloyal Opposition (англ.) // Greek, Roman, and Byzantine Studies. — 1980. — Vol. 21, no. 1. — P. 23—33.
- Harding P. Didymos on Demosthenes (англ.). — New York: Oxford University Press, 2006. — ISBN 0-19-815043-1.
- Heckel W. Alexander’s Marshals. A study of the Makedonian aristocracy and the politics of military leadership (англ.). — 2nd. — London; New York: Routledge, 2016. — ISBN 978-1-138-93469-6.
- Heckel W. Who's Who in the Age of Alexander and his Successors. From Chaironea to Ipsos (338—301 BC) (англ.). — Barnsley: Greenhill Books, 2021. — 554 p. — ISBN 978-1-78438-648-1.
- Westlake H. D. Thessaly In The Fourth Century B C (англ.). — London: Methuen&Co. Ltd., 1935.